# Zealaromma insulare
Zealaromma insulare is een vliesvleugelig insect uit de familie Mymarommatidae. De wetenschappelijke naam is voor het eerst geldig gepubliceerd in 1971 door Valentine.